# Sochaux
Sochaux es una localidad y comuna francesa situada en el departamento de Doubs en la región de Franco Condado. La ciudad alberga uno los centros de producción más antiguos y grandes del fabricante de automóviles, PSA Peugeot Citroën y su club de fútbol, el Football Club Sochaux-Montbéliard, fundado por los Peugeot, es conocido a nivel nacional por haber sido uno de los primeros en promover este deporte de manera profesional.
Su gentilicio en idioma francés es Sochalien.

## Geografía
Sochaux se encuentra en el entorno natural del valle formado entre los montes de Jura y la cordillera de los Vosgos conocido como brecha de Belfort (trouée de Belfort), lugar de tránsito tradicional entre Alsacia y Borgoña.

## Demografía
| 92 | 157 | 88 | 105 | 177 | 184 | 165 | 129 | 135 | 161 | 175 | 253 | 360 | 365 | 389 | 392 | 412 | 446 | 440 | 427 | 1 650 | 2 182 | 3 641 | 3 611 | 2 831 | 5 300 | 7 557 | 6 116 | 6 344 | 5 254 | 4 419 | 4 491 | 4 272 |
| Para los censos de 1962 a 1999 la población legal corresponde a la población sin duplicidades (Fuente: INSEE [Consultar]) |     |    |     |     |     |     |     |     |     |     |     |     |     |     |     |     |     |     |     |       |       |       |       |       |       |       |       |       |       |       |       |       |

## Historia
El origen de Sochaux es recordado por su propia toponimia histórica, Sous Chaux, Souchal, Souchy, recuerdan a la expresión en idioma francés "sous la chaux" que significa "bajo la cal", en referencia a la presencia de recursos de cal en la colina sobre la cual se desarrollaría a partir de un pequeño asentamiento.
De aquel Souchy no se ha conservado referencias relevantes salvo una mención oficial de 1189 por la que se instaba a sus habitantes a contribuir económicamente a la próxima abadía de Belchamp. Posesión feudal de los condes de Montbéliard, permaneció en la órbita del Sacro Imperio hasta la anexión a Francia en 1793 del conjunto del llamado Pays de Montbéliard.
En 1841, se inaugura en Sochaux su periodo de desarrollo como importante centro industrial regional con la fundación de una fábrica de cerveza por Théodore Ienné. En 1912, la localidad con solo 500 habitantes, es elegida por la familia de los Peugeot para instalar un primer taller comprado a Frédéric Rossel. Veinte años después, la actividad de la fábrica de automóviles y su demanda de mano de obra favorece el incremento de la población que se multiplicó por 6.
En 1928, Jean-Pierre Peugeot funda el Football Club Sochaux-Montbéliard (FC Sochaux), e inaugura la Copa Peugeot, que gracias a su éxito poco después se transforma en el championnat de France de football.
Durante la ocupación nazi en la Segunda Guerra Mundial, la potencia industrial de Sochaux es empleada por los alemanes para la fabricación de armamento y provocando que sea un objetivo para los ataques aliados que se materializaron en el bombardeo aéreo del 16 de julio de 1943. El fuerte viento llevó el ataque al fracaso pues no causó daños en las fábricas pero alcanzó numerosas viviendas causando la muerte 125 personas e hiriendo a 500. Poco después, los alemanes evacuaron la localidad retirando con ellos toda la maquinaria industrial.
Durante las décadas de los años 1950 a 1970, conocidas en Francia como les glorieuses, Sochaux contribuye al rápido crecimiento económico del país con el impulso de la industria cervecera y automotriz mientras su desarrollo urbanístico se extiende hacia zonas próximas de antiguos humedales que son secados para la instalación de nuevos barrios. Las huelgas obreras simultáneas a las revueltas de mayo del 68 causan el cierre de las fábricas y la represión del movimiento dejan varios muertos y numerosos heridos.
A finales de los años 1980 se completó la desviación del río Allan para permitir la expansión del centro de producción de Peugeot.

## Patrimonio
- Museo Peugeot, inaugurado en 1988 en las dependencias de la antigua cervecería recibe hasta 1 millón de visitantes por año.

- El Temple et la Maison Commune, antiguo ayuntamiento, conservado en recuerdo de la vida comunataria obrera.

- La maison du prince, del siglo XVI es el inmueble más antiguo que se conserva